# Forcipomyia furcifera
Forcipomyia furcifera är en tvåvingeart som beskrevs av John William Scott Macfie 1940. Forcipomyia furcifera ingår i släktet Forcipomyia och familjen svidknott. Inga underarter finns listade i Catalogue of Life.